# Claud Adjapong
Claud Adjapong (Modena, 6 mei 1998) is een Italiaans voetballer die doorgaans als rechtsback speelt. Hij stroomde in 2017 door vanuit de jeugd van US Sassuolo.

## Clubcarrière
Adjapong is afkomstig uit de jeugdopleiding van US Sassuolo. Op 11 maart 2016 maakte hij zijn eerste optreden voor de club in de competitiewedstrijd tegen Juventus op het veld van de landskampioen. In zijn debuutseizoen speelde hij twee competitieduels. Op 2 oktober 2016 volgde zijn eerste basisplaats op het veld van AC Milan.